# Эндрахт (корабль, 1615)
«Эндрахт» (нидерл. Eendracht) — голландский парусный корабль Нидерландской Ост-Индской компании, построенный в 1615 году на судоверфи в Амстердаме. Во время рейса из Республики Соединённых провинций в Ост-Индию, из-за сильного ветра судно сбилось с курса, что привело к открытию трёхсот километров ранее неизвестного побережья Австралии. Таким образом, голландский капитан парусника «Эндрахт» Дирк Хартог стал вторым, после Виллема Янсзона, европейским исследователем Австралии. В честь этого события, в 1966 году были выпущены две марки.

## История
Парусник «Эндрахт» был построен по заказу Голландской Ост-Индской компании. Постройку осуществила Верфь Амстердама и в 1615 году судно было спущено на воду. Первый рейс был запланирован на 23 января 1616 года. Под командованием капитана Дирка Хартога (нидерл. Dirck Hartogh) «Эндрахт», вместе с торговым флотом, вышел из порта Тексела по направлению в Батавию (ныне Джакарта). На борту было десять сундуков с двумястами тысячами гульденов для осуществления торговой деятельности и выплаты жалования администрации колоний. Погодные условия в зиму 1615 года были настолько суровые, что перед отплытием с парусника дезертировали двадцать один член экипажа и восемь солдат, которые ушли в сторону берега по морскому льду.

### Открытие Австралийского побережья
«Эндрахт» достиг мыса Доброй Надежды 5 августа 1616 года. После этого 27 августа 1616 года следует по курсу, открытому голландским капитаном Хендриком Браувером, так называемому — маршруту Браувера. Этот маршрут пролегал от Мыса Доброй Надежды через «ревущие сороковые» на восток. Затем через Индийский океан по долготе Зондского пролива шёл к Ост-Индским колониям. Попав в сильные ветра, судно сбилось с курса и направилось по направлению к Австралии. «Эндрахт» наткнулся на ряд ранее неизвестных островов и 25 октября 1616 года команда высадилась в том месте, которое впоследствии получило название — Дерк-Хартог. Сам Дирк Хартог назвал этот остров «Эндрахтленд» (нидерл. Eendrachtsland) — в честь судна, на котором было совершено открытие. Однако, впоследствии это название не прижилось и остров стали именовать в честь самого Дирка Хартога. В этом месте капитан Дирк Хартог установил памятную надпись об открытии острова, выполненную на оловянной тарелке. Ещё через два дня парусник «Эндрахт» пересёк залив Шарк и исследовал около трёхсот километров ранее неизвестного побережья, нанося его на карту. Таким образом, голландский капитан Дирк Хартог стал вторым европейским мореплавателем, достигшим и нанёсшим австралийское побережье на карту.

### Кораблекрушение
Парусник «Эндрахт» с грузом монет на борту потерпел кораблекрушение предположительно у западного побережья острова Амбон (Моллукские острова) 13 мая 1622 года. Обломки судна и его груз найдены не были.